# Félix Gila y Fidalgo
Félix Gila y Fidalgo (Segovia, 1860-Sevilla, 1912) fue un naturalista, escritor y profesor español.

## Biografía
Habría nacido en Segovia el 10 de enero de 1860. Fue autor de títulos como Paseos y visitas escolares por la ciudad de Segovia (1897) y Guía y plano de Segovia (1906). Falleció en 1912, el día 7 de marzo, en Sevilla, donde era catedrático. Darwinista, llegó a escribir un Tratado de historia natural (1894). Gila, que está considerado uno de los principales excursionistas de su tiempo por la sierra de Guadarrama desde la vertiente segoviana, tiene dedicada en su ciudad natal una calle, en la que tuvo residencia.